# غسان نعسان
غسان نعسان (بالألمانية Ghassan Naasan) (منبج 1957- السليمانية 3 يناير 2017) ممثل ومخرج مسرحي ومترجم كردي سوري.

## حياته
ولد في مدينة منبج السورية. عمل في المسرح الجامعي بمدينة حلب ممثلاً ومساعد مخرج. سافر في عام 1978 إلى ألمانيا (الغربية حينها) لدراسة العلوم المسرحية في جامعة ميونخ، ثم درس في معهد (جميلين للتمثيل) في مدينة أولم الألمانية. كتب العديد من المسرحيات باللغة الألمانية وأخرجها بنفسه، على مسارح ميونخ وعدة مدن ألمانية ونمساوية وسويسرية. كذلك عمل ممثلاً في السينما والتلفزيون باللغة الألمانية.
عاد في عام 1999 إلى سورية، واشترك في بطولة عدد من المسلسلات السورية مثل: (الكواسر)، (باب الحديد)، (رمح النار). بعدها سافر إلى كردستان العراق ليعمل مخرجاً مسرحياً ومترجماً ومحرراً صحفياً.
توفي فجر اليوم الثلاثاء، 3 يناير 2017، عن عمر ناهز 60 عاماً، بسبب سكتة قلبية في مشفى الطوارئ بمحافظة السليمانية في كردستان العراق.

## من أعماله[2][3][4][5]
- Peter Strohm (1989), as Faragh
- (Aktenzeichen XY... ungelöst! (1 episode, 1990
- When the puppets stepped out of line (World p. by Rafik Schami) 1990 - Theatre Kanjamakan / Munich
- Skarabäus (1995)
- In der Wüste ertrunken - Fernsehspiel | ZDF

- باب الحديد (1997)
- الكواسر (1998) في دور حطيئة
- رمح النار (1999) في دور الأصلع طه
- سيف بن ذي يزن (2003)

## من ترجماته
ترجماته عن اللغة الألمانية:
- كردستان والسياسة السوفيتية في الشرق الأوسط - أطروحة المفكر فاضل رسول للدكتوراة[6]
- مسألة إبادة الأرمن أمام المحكمة عام 2008[7]
- رسائل من كردستان (1954 -1963) لبرنارد ويتمان عام 2009[8]
- فريدريش دورينمات - مسرحيات وتحليل عام 2020

## روابط خارجية
- غسان نعسان على موقع السينما.كوم (العربية)
- غسان نعسان على موقع السينما.كوم (الإنكليزية)
- غسان نعسان على موقع IMDb (الإنكليزية)
- غسان نعسان على موقع CSFD (التشيكية)